# Arpó

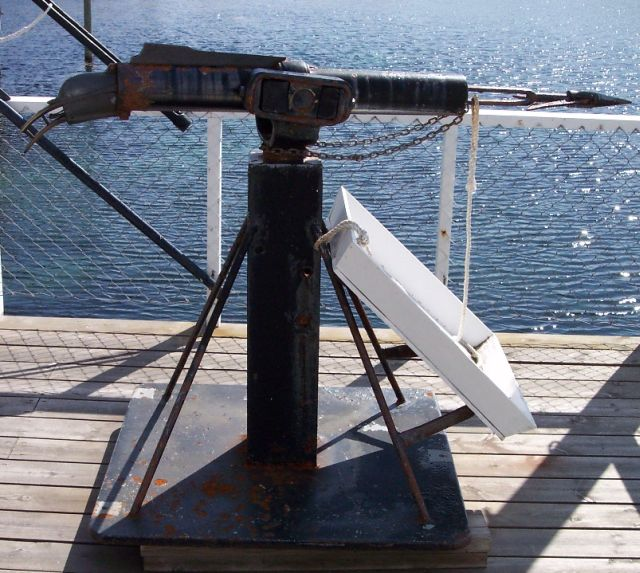
Un arpó per balenes

Un arpó és un instrument de pesca format per una asta de ferro amb una punta dentada, utilitzat en la pesca per a capturar grans peixos i balenes, i el ferro de tres puntes, la del mig per a ferir i les dels costats, orientades en sentit contrari, per a retenir la presa. Aquest instrument es fa servir des de la prehistòria. L'arpó va amarrat a un cordill que permet recollir la presa en el vaixell.

## Història
El 1864, el capità noruec Svend Foyn, dedicat a la caça de balenes, va inventar l'arpó amb cap explosiu llençat des d'un canó d'arpons. Amb això, es buscava accelerar el procés de caça i fer-lo «més humanitari», i dona mort immediatament a la balena encertada.